# Huragan Sandy
Huragan Sandy, nazywany także Frankenstorm – osiemnasty nazwany sztorm tropikalny i dziesiąty huragan w sezonie huraganowym na Atlantyku w 2012 roku.

## Lokalizacja
Przemieszczał się wzdłuż wschodniego wybrzeża Stanów Zjednoczonych. Spowodował znaczne zniszczenia na Karaibach, gdzie w wyniku huraganu 2 kategorii zginęły 43 osoby. Na jego trasie znalazł się Nowy Jork, gdzie uderzył 29 października. Wysokość zniszczeń w USA może przekroczyć nawet 20 miliardów dolarów.

## Ofiary
| Kraj              | Ofiary śmiertelne |
| ----------------- | ----------------- |
| Stany Zjednoczone | 131               |
| Haiti             | 104               |
| Kuba              | 11                |
| Bahamy            | 2                 |
| Dominikana        | 2                 |
| Kanada            | 2                 |
| Jamajka           | 1                 |
| Razem             | 253               |

Huragan doprowadził m.in. do zatonięcia 29 października u wybrzeży Karoliny Północnej żaglowca „Bounty” (repliki okrętu historycznego), na którym zginęło dwóch ludzi.

## Galeria

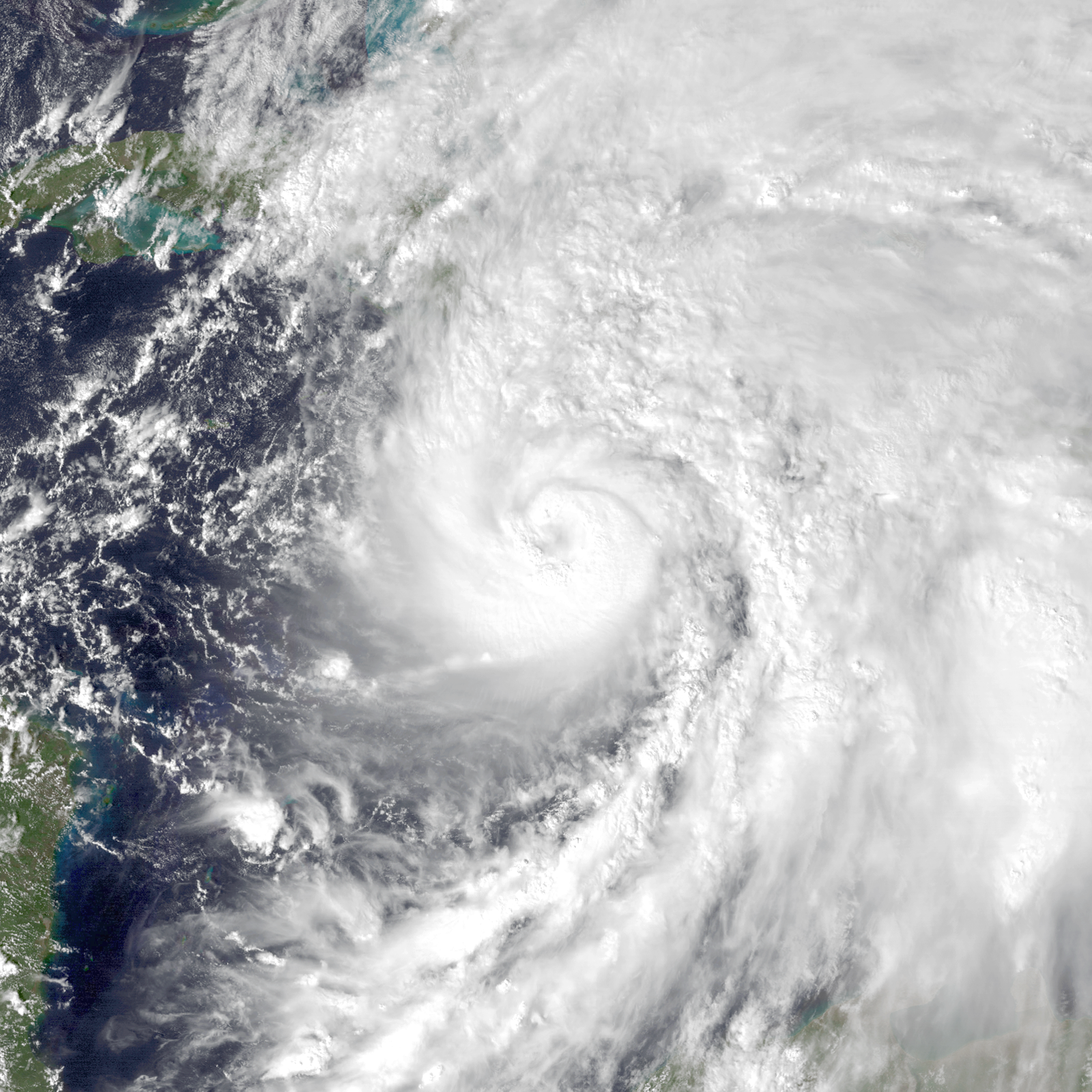
Huragan Sandy 24 października
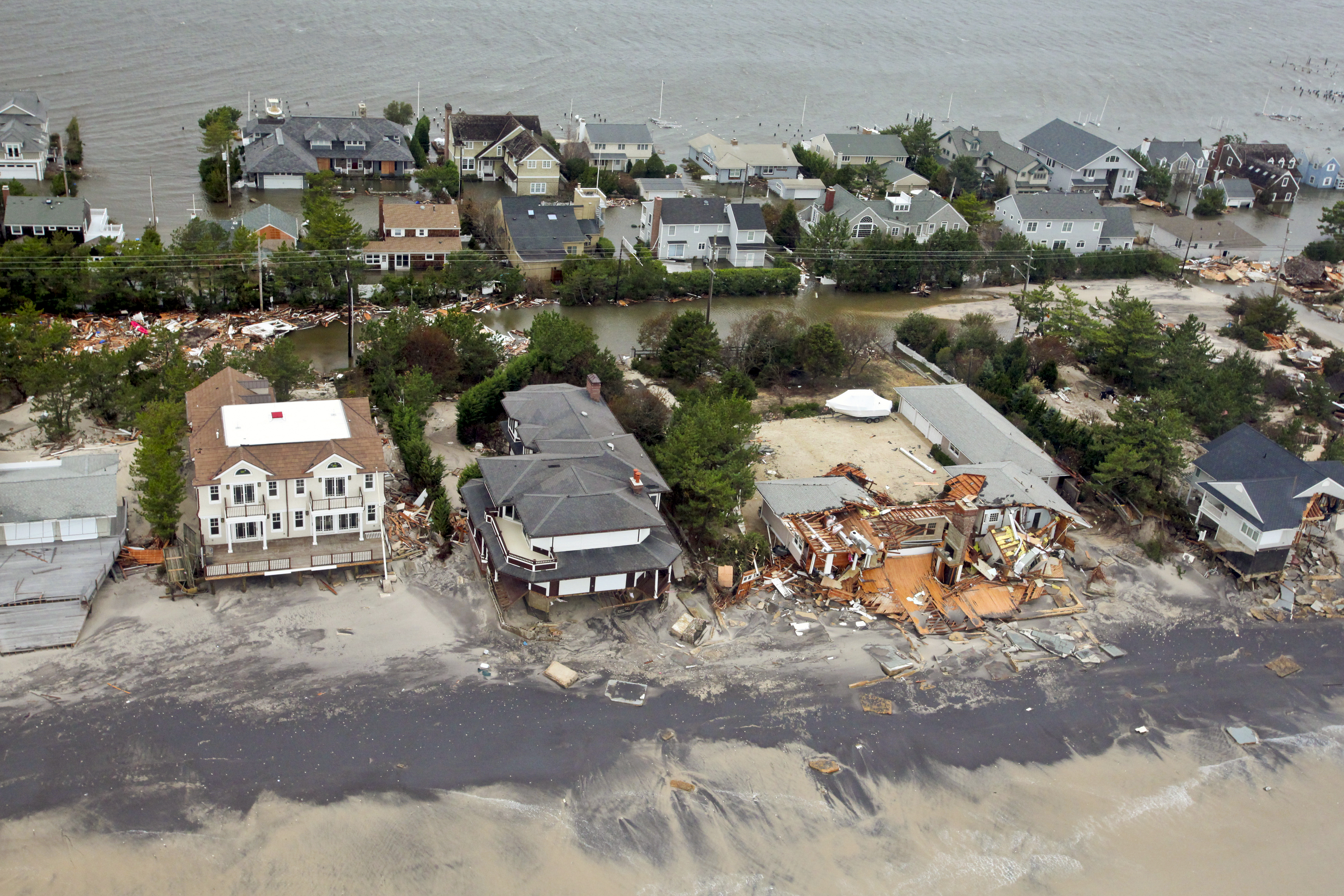
Wybrzeże New Jersey, 30.10.2012
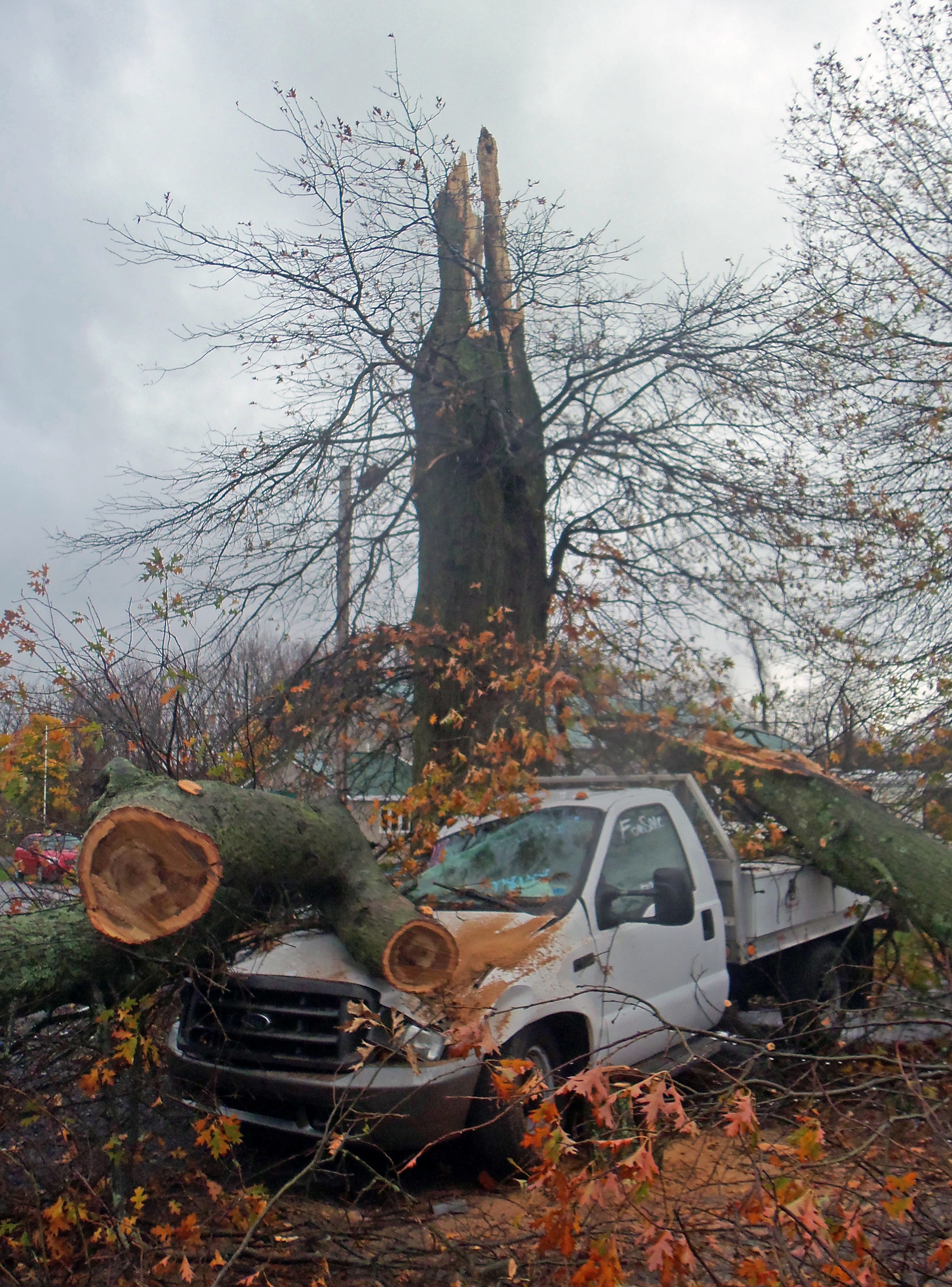
Zniszczenia w stanie Nowy Jork